# Mistrovství světa juniorů v ledním hokeji 1988
Mistrovství světa juniorů v ledním hokeji 1988 se konalo 26. prosince 1987 až 4. ledna 1988 v sovětské Moskvě.

## Pořadí
| pozice | Tým     | Z | GS | GI | B  |
| ------ | ------- | - | -- | -- | -- |
| 1.     | Kanada  | 7 | 37 | 16 | 13 |
| 2.     | SSSR    | 7 | 44 | 18 | 12 |
| 3.     | Finsko  | 7 | 36 | 20 | 11 |
| 4.     | ČSSR    | 7 | 36 | 23 | 7  |
| 5.     | Švédsko | 7 | 36 | 24 | 7  |
| 6.     | USA     | 7 | 28 | 46 | 2  |
| 7.     | SRN     | 7 | 18 | 47 | 2  |
| 8.     | Polsko  | 7 | 12 | 53 | 2  |

## Výsledky
26.12.1987

Kanada - Švédsko 4:2 (2:1, 0:0, 2:1)

SSSR - ČSSR 6:4 (2:1, 3:1, 1:2)

Finsko - SRN 6:0 (1:0, 4:0, 1:0)

Polsko - USA 4:3 (1:0, 3:3, 0:0)

28.12.1987

Kanada - ČSSR 4:2 (2:1, 0:1, 2:0)

Švédsko - Polsko 13:0 (4:0, 2:0, 7:0)

SSSR - Finsko 6:2 (3:0, 0:0, 3:2)

USA - SRN 6:4 (2:1, 4:1, 0:2)

29.12.1987

Finsko - Kanada 4:4 (2:1, 1:3, 1:0)

Švédsko - SRN 5:1 (2:0, 2:1, 1:0)

ČSSR - Polsko 6:1 (2:1, 1:0, 3:0)

SSSR - USA 7:3 (1:0, 3:1, 3:2)

31.12.1987

Kanada - USA 5:4 (2:2, 3:0, 0:2)

ČSSR - SRN 7:4 (2:0, 3:3, 2:1)

SSSR - Švédsko 4:2 (2:2, 0:0, 2:0)

Finsko - Polsko 9:1 (0:0, 3:0, 6:1)

1.1.1988

Kanada - SSSR 3:2 (2:0, 1:2, 0:0)

SRN - Polsko 6:3 (0:0, 3:2, 3:1)

ČSSR - Švédsko 5:5 (2:2, 2:1, 1:2)

Finsko - USA 8:6 (3:4, 1:0, 4:2)

3.1.1988

Kanada - SRN 8:1 (1:0, 5:0, 2:1)

Finsko - Švédsko 5:2 (3:0, 1:2, 1:0)

SSSR - Polsko 7:2 (3:0, 2:1, 2:1)

ČSSR - USA 11:1 (2:0, 6:0, 3:1)

4.1.1988

Kanada - Polsko 9:1 (2:1, 1:0, 6:0)

SSSR - SRN 12:2 (6:0, 3:1, 3:1)

Finsko - ČSSR 2:1 (1:1, 0:0, 1:0)

Švédsko - USA 7:5 (1:1, 4:3, 2:1)

## Soupisky mužstev
Kanada
Brankáři: Jeff Hackett, Jimmy Waite

Obránci: Éric Desjardins, Greg Hawgood, Chris Joseph, Marc Laniel, Wayne McBean, Scott McCrady

Útočníci: Warren Babe, Rob Brown, Dan Currie, Rob DiMaio, Theoren Fleury, Adam Graves, Jody Hull, Sheldon Kennedy, Trevor Linden, Mark Pederson, Mark Recchi, Joe Sakic.
  SSSR 
Brankáři: Alexej Šeblanov, Alexej Ivaškin

Obránci: Ulvis Katlaps, Jurij Krivochiža, Igor Malychin, Jevgenij Muchin, Sergej Sorokin, Vladimir Alexušin

Útočníci: Alexandr Mogilnyj, Sergej Fjodorov, Andrej Sidorov, Valerij Zelepukin, Stanislav Panfilenkov, Igor Čibirev, Pavel Kostičkin, Igor Dorofejev, Harijs Vītoliņš, Dmitrij Christič, Andrej Rasolko, Sergej Petrenko.
  Finsko 
Brankáři: Ari Hilli, Mika Rautio

Obránci: Harri Aho, Kari Harila, Markku Jokinen, Jukka Marttila, Teppo Numminen, Petri Pulkkinen, Mika Tuovinen

Útočníci: Tero Arkiomaa, Juha Jokiharju, Marko Kiuru, Arto Kulmala, Marko Lapinkoski, Janne Ojanen, Timo Peltomaa, Vesa Savolainen, Jukka-Pekka Seppo, Pekka Tirkkonen, Tero Toivola
 ČSSR
Brankáři: Rudolf Pejchar, Roman Svačina

Obránci: Petr Pavlas, František Kučera, Milan Tichý, Pavel Valko, Pavel Táborský, Karel Šmíd

Útočníci: Robert Reichel, Petr Hrbek, Zdeno Cíger, Robert Kysela, Roman Horák, Juraj Jurík, Pavel Gross, Radek Gardoň, Josef Zajíc, Karel Mimochodek, Roman Němčický, Ondřej Vošta.
 Švédsko 
Brankáři: Fredrik Andersson, Patrik Hofbauer

Obránci: Pär Djoos, Rikard Franzén, Petri Liimatainen, Per Ljusteräng, Per Lundell, Ricard Persson, Leif Rohlin

Útočníci: Patrik Carnbäck, Patrik Erickson, Tomas Forslund, Johan Garpenlöv, Peter Larsson, Stefan Nilsson (12.9.1968), Stefan Nilsson (19.2.1968), Stefan Nilsson (5.4.1968), Ola Rosander, Thomas Sjögren, Markus Åkerblom.
 USA
Brankáři: Jason Glickman, Damian Rhodes

Obránci: Ted Crowley, Kevin Dean, Rob Mendel, Kris Miller, Mathieu Schneider, Randy Skarda

Útočníci: Lee Davidson, Joe Day, Ted Donato, David Emma, John LeClair, Kip Miller, Mike Modano, Jeremy Roenick, Steve Scheifele, Mike Sullivan, Darren Turcotte, C. J. Young.
 SRN
Brankáři: Markus Flemming, Peter Franke

Obránci: Alfred Burkhard, Christian Lukes, Jörg Mayr, Andreas Pokorny, Heinrich Schiffl, Stephan Sinner

Útočníci: Tobias Abstreiter, Lutz Bongers, Thomas Brandl, Lorenz Funk, Frank Hirtreiter, Ernst Köpf, Andreas Lupzig, Günther Oswald, Michael Pohl, Jürgen Rumrich, Thomas Schinko, Jürgen Trattner.
 Polsko
Brankáři: Marek Batkiewicz, Mariusz Kieca

Obránci: Włodzimierz Król, Zbigniew Niedośpiał, Czesław Niedźwiedź, Tadeusz Puławski, Janusz Strzempek, Andrzej Szłapka, Jacek Zamojski

Útočníci: Janusz Janikowski, Jędrzej Kasperczyk, Marek Koszowski, Krzysztof Kuźniecow, Krzysztof Niedziołka, Dariusz Olejowski, Jacek Płachta, Wojciech Tkacz, Marek Trybuś, Sławomir Wieloch, Tomasz Żmudziński

## Turnajová ocenění
|                            | Brankář     | Obránce        | Obránce        | Útočníci          | Útočníci          | Útočníci          |
| -------------------------- | ----------- | -------------- | -------------- | ----------------- | ----------------- | ----------------- |
| Ceny direktoriátu IIHF     | Jimmy Waite | Teppo Numminen | Teppo Numminen | Alexandr Mogilnyj | Alexandr Mogilnyj | Alexandr Mogilnyj |
| All-Star Tým (podle médií) | Jimmy Waite | Teppo Numminen | Greg Hawgood   | Alexandr Mogilnyj | Theoren Fleury    | Petr Hrbek        |

### Produktivita
| Hráč              | G | A | Body |
| ----------------- | - | - | ---- |
| Alexandr Mogilnyj | 9 | 9 | 18   |
| Tomas Sjögren     | 6 | 9 | 15   |
| Ola Rosander      | 9 | 5 | 14   |
| Sergej Fjodorov   | 5 | 7 | 12   |
| Janne Ojanen      | 6 | 5 | 11   |

## Nižší skupiny
Šampionát B skupiny se odehrál v Sapporu v Japonsku, postup na MSJ 1989 si vybojovali Norové, naopak sestoupili Rakušané.
1.  Norsko

2.  Rumunsko

3.  Švýcarsko

4.  Japonsko

5.  Francie

6.  Jugoslávie

7.  Nizozemsko

8.  Rakousko
Šampionát C skupiny se odehrál v Bellunu a Feltre v Itálii, postup do B skupiny MSJ 1989 si vybojovali Dánové.
1.  Dánsko

2.  Itálie

3.  Bulharsko

4.  Velká Británie

5.  Španělsko

6.  Maďarsko

7.  KLDR

8.  Belgie